# The Choral
The Choral är en brittisk historisk musik- och dramafilm, som har en planerad premiär i september 2025 på Toronto International Film Festival. Filmen är regisserad av Nicholas Hytner efter ett manus skrivet av Alan Bennett.

## Handling
Filmen utspelar sig 1916 i Yorkshire och handlar om körsällskapets manliga medlemmar som tar värvning under första världskriget. Tillsammans upplever de glädjen i att sjunga, samtidigt som de unga pojkarna kämpar med insikten om att de snart själva kan bli inkallade till armén.

## Rollista (i urval)
- Ralph Fiennes - doktor Guthrie
- Simon Russell Beale
- Ellie Sager
- Nathan Hall
- Thomas Howes